# Tsarryssland
Tsarryssland (ryska: Русское царство/Russkoje tsarstvo) är perioden 1547 till 1721 under Rysslands historia då Ryssland var ett envälde (autokrati) under tsaren. Den 2 november 1721 (22 oktober enligt gamla stilen), efter Peter den stores seger i stora nordiska kriget upphöjdes Tsarryssland till ett kejsardöme och blev Kejsardömet Ryssland.

## Historia
Ivan IV, även kallad Ivan den förskräcklige, besteg den moskovitiska tronen vid tre års ålder 1533. Sexton år gammal tog han sig 1547 titeln "tsar och självhärskare över hela Ryssland", och blev därmed den första ryska regent som offentligt titulerade sig "tsar". Han tog då makten från bojarerna och regerade sedan dess som enväldigt statshuvud. Han omformade lagstiftning, rustade en modern armé med eldvapen och grundade en hemlig polis för att hålla sina undersåtar i kontroll. För att befästa sin makt underkuvade han också den rysk-ortodoxa kyrkan till staten. Under hans tid som tsar lät han döda många riktiga och inbillade motståndare; han lät även döda sin egen son Ivan (som var tronföljare) och dennes hustru. Ivan IV:s utrikespolitik gick ut på att försöka expandera Ryssland åt väster; detta misslyckades i krig med Sverige, Polen-Litauen och Tyska orden.
Ivan IV erövrade de försvagade khanaten Kazan och Astrachan inom fyra år mellan 1552 och 1556 och genom detta expanderade sitt rike markant och fick tillträde till Volga. I samband med dessa krig deklarerade Ivan att alla adelns medlemmar måste betjäna tsaren om de vill hålla kvar sina lantegendomar. År 1557 började han ett svårt och oklokt[källa behövs] krig mot Polen-Litauen som höll på i 25 år. Under hans period öppnade Ryssland också nya handelsförbindelser med engelska handelsmän via Archangelsks hamn.
Under sin regentperiods andra hälft tog Ivan ett ännu hårdare grepp om den ryska befolkningen. Först krossade han de opponerade bojarerna med terror och delade ut deras lantegendom till den lojala lågadeln. Livegenskapen skärptes ytterligare och också stadsbefolkning knöts till sina städer. Böndernas förhållanden blev så tunga att fler och fler av dem flydde söderut för att ansluta sig till kosackerna.
Efter Ivan IV:s död 1584 efterträddes han av sin sjuke och handikappade son Fjodor. Fjodor dog 1598; efter detta vidtog en kaotisk period av krig och statskupper som kallas den stora oredan (1598–1613) där polska och svenska arméer invaderade. Planer fanns på att göra Gustav II Adolfs bror Karl Filip till rysk tsar. Planerna omintetgjordes emellertid när Mikael I av Romanovs ätt valdes till tsar 1613. Mikael efterträddes av sin son Aleksej I, som i sin tur efterträddes av Fjodor III. Efter Fjodors död 1682 samregerade Ivan V med sin halvbror Peter I, känd som Peter den store. Ivan gick bort 1697, varefter Peter regerade ensam fram till sin död 1725.
År 1700 anfölls Estland av ryska trupper under Peter den stores ledning. Estland styrdes då av Sverige (se vidare Stora nordiska kriget). År 1703 lät Peter börja bygga den nya huvudstaden Sankt Petersburg. Trots att staden officiellt låg på svensk mark blev den ny huvudstad redan 1712. Dessförinnan – den 3 juli 1710 – segrade ryssarna i Riga varpå den svenska överhögheten över Livland var bruten. I freden i Nystad 1721 avträdde Sverige sina baltiska besittningar samt Ingermanland och Kexholms län. Efter freden i Nystad tog sig Peter titeln "imperator" och bildade Kejsardömet Ryssland; i folkmun kom dock titeln "tsar" alltjämt att bestå.

## Statsskick och politik
Tsarryssland var en absolut monarki och styrdes helt enväldigt av tsaren utan något som helst parlament.

### Fotnoter
1. 1 2  ”Russia” (på engelska). World Statesmen. http://www.worldstatesmen.org/Russia.htm. Läst 20 februari 2017.